# DT Racer
DT Racer es un videojuego de carreras, desarrollado por la compañía surcoreana Axis Entertainment y la compañía americana XS Games en 2005. Es uno de los juegos diseñados especialmente para utilizarse la EyeToy Camera de la consola PlayStation 2, especialmente para utilizar una foto de perfil en el juego con el retrato de una persona. El juego también estuvo disponible para descarga en la PlayStation Portable.

## Características
El juego es caracterizado por tener pistas hechas y diseñadas en tipo Fórmula 1, y por tener autos exóticos incluidos y desarrollados en el juego como el Infinite PSY "Janes", Ichinomiya DDI "Furious", Wolverine Vixen "Pixie", entre otros.
También posee una modalidad de modos de juego y cuenta con 21 autos disponibles para elegir y 22 pistas alrededor de 6 partes del mundo. El juego también tiene un modo agresivo en la carrera llamado "Crash" (en este caso algo similar llamado videojuego de combate en vehículo) que consiste en un modo cuando una persona está jugando en la carrera llega a chocar contra los oponentes.

## Ventas
Axis Entertainment en 2006 anunció que el juego sacó 750 000 copias, se desconoce en la actualidad cuantas unidades se vendieron, pero es considerado un juego de culto por coleccionistas de videojuegos.

## Vehículos del juego
Los vehículos del juego se basan en imitaciones de automóviles en la vida real, los siguientes automóviles están por Clase.

### Clase A
- Infinite PSY "Janes" (Honda NSX)
- Wolverine Vixen "Pixie" (Lotus Esprit)
- Sidewinder "Rex" (Dodge Viper)
- Ichinomiya DDI "Furious" (Nissan Skyline)

### Clase B
- Merlini Beelzebub "Shiva" (Lamborghini Diablo)
- Centurial Falcon "Mist" (Ascari KZ1)
- Enzo 150 V12 "Nightmare" (Ferrari 360)
- Universe Express 999 "Pegasus" (Porsche 911)

### Clase C
- Maverick ZK110 "Storm" (Jaguar XJ220)
- Esmeralda X19 "Mirage" (McLaren F1)
- Andromeda GT "Saiyo" (Mercedes-Benz CLK GTR)
- Axis J1 "Nebura" (Vector Avtech WX-3)

### Clase D, E y F
Las Clases D, E y F son las mismas ediciones de las Clases A, B y C pero en ediciones especiales de modificacion, pero también hay 2 autos extras en el juego de los siguientes modelos:

### Clase G
- Cavallo 512 V12 (Ferrari Enzo)

### Clase H
- Centurial Falcon Lucifer Special (Ascari KZ1) (Siendo este automóvil una edición Especial llamada "Auxifer")